# Gabriel Malençon
Gabriel Malençon, né le 20 août 1849 à Saint-Pierre (Martinique) et mort le 21 novembre 1926 dans le 18e arrondissement de Paris, est un architecte français.

## Biographie
Gabriel Malençon restaure le château des Ravalet dans la Manche. On lui doit également la restauration du château de Maisons après son rachat par l’État en 1905.
On connaît de lui un dessin de Château-Gaillard.

## Distinctions
- Chevalier de la Légion d'honneur (décret du 17 janvier 1926). Il est fait chevalier par Gabriel Ruprich-Robert le 28 mars 1926.